# Бобрович, Валерий Олегович
Валерий Олегович Бобрович (род. 23 декабря 1951) — советский и украинский военный и общественный деятель, председатель праворадикальной партии УНА-УНСО.

## Биография
Валерий Бобрович родился 23 декабря 1951 года в Киеве.
В 1970 году окончил государственную морскую академию в Херсоне. В 1971 году участвовал во Вьетнамской войне. Был награжден медалью «За боевые заслуги».
В 1978 году окончил Одесское инженерное морское училище.
Уволен из флота за пропаганду националистических идей. Стал одним из основателей УНСО.
В 1992 году участвовал в Приднестровском конфликте. В 1992-1993 годах участвовал  в боевых действиях на Кавказе как командир отдельного батальона УНСО "Арго" . Награжден орденом Вахтанга Горгасали III степени.
В 1995-2002 годах был председателем Ивано-Франковской областной организации УНА-УНСО.
В 2009 году вышла книга Валерия Бобровича «Як козаки Кавказ воювали. Щоденник сотника Устима».
С 2014 года — член Высшего Совета общественной организации УНСО, руководитель Главного штаба УНСО, а с апреля 2015 — член Провода политической партии УНА-УНСО, заместитель Председателя партии. С 2015 — Председатель партии.